# Santa Izabel do Oeste
Santa Izabel do Oeste est une municipalité brésilienne située dans l'État du Paraná.